# Kitajska pisava
Kitajska pisava (poenostavljeno 汉字, tradicionalno 漢字, kitajsko hanzi, korejsko handža, japonsko kandži) je sistem pisanja, ki ga uporabljajo na Kitajskem. Kitajsko pisavo sestavljajo logogrami, se pravi, da vsaka pismenka opisuje neko besedo ali nek sestavni del pomena. Pisavo so prevzeli tudi drugi vzhodnoazijski narodi.
Kangšijev besednjak vsebuje okrog 47.000 kitajskih pismenk. Nekateri besednjaki jih imajo tudi do 80.000, vendar gre za redko uporabljene besede.
V novejšem času se je na Kitajskem precej razširila tudi uporaba latinice - glej članek pinyin.

## Zgodovinsko

### Zgodovina do Ljudske republike Kitajske
Kitajska pisava je stara več kot 3000 let. Do zdaj najstarejše odkrite kitajske pismenke so odkrili leta 1899 v Anjangu in izvirajo iz časa okoli 1400 pr. n. št. Te pismenke so vpraskane v kosti goveda (predvsem v lopatice, tako imenovane orakeljske kosti) in oklepe želv (za prerokovanje lova itd.); glej slike najdb Arhivirano 2003-08-03 na Wayback Machine.. Domnevajo, da je že takrat obstajalo približno 5000 različnih znakov.
Sredi 1. tisočletja pr. n. št. se je slikovna pisava razvila v občevalno pisavo, ki je lahko popolnoma izražala skladnjo in semantiko nekaterih takratnih jezikov na ozemlju današnje LR Kitajske. Z združitvijo kraljestva okoli leta 200 pr. n. št. je pod prvim cesarjem Čin Ši Huangdijem (秦始皇帝) prišlo do velikega poenotenja pisave.
Skupaj z državnim aparatom, nastalim v času dinastije Čin po združitvi od leta 200 pr. n. št. naprej, je knjižni jezik, zaradi svoje rabe kot lingua franca v celotnem zaledju kitajskega cesarstva, omogočil povezovanje različnih kitajskih jezikovnih skupnosti in relativno poenotenje kitajskega kulturnega prostora.
Na Kitajskem so morali biti politiki in državni uradniki še v 20. stoletju predvsem dobri književniki, in ne dobri govorniki, kot je bilo to v navadi na Zahodu. Mnogi so opisovali veliko razočaranje številnih Kitajcev, ko so prvič slišali govoriti politike kot sta bila Mao Cetung in Deng Šjaoping.

### Razvojne stopnje
| arhaična | pečatna pisava | tradicionalna | poenostavljena | pinjin | pomen  |
|          |                | 人            | —              | rén    | človek |
|          |                | 女            | —              | nǚ     | žensko |
|          |                | 子            | —              | zǐ     | otrok  |
|          |                | 日            | —              | rì     | sonce  |
|          |                | 月            | —              | yuè    | luna   |
|          |                | 山            | —              | shān   | gora   |
|          |                | 川            | —              | chuān  | reka   |
|          |                | 水            | —              | shuǐ   | voda   |
|          |                | 雨            | —              | yǔ     | dež    |
|          |                | 竹            | —              | zhú    | bambus |
|          |                | 木            | —              | mù     | drevo  |
|          |                | 馬            | 马             | mǎ     | konj   |
|          |                | 鳥            | 鸟             | niǎo   | ptica  |
|          |                | 龜            | 龟             | guī    | želva  |
|          |                | 龍            | 龙             | lóng   | zmaj   |

### Prenova pisave v Ljudski republiki Kitajski
Leta 1955 je Kitajska uvedla sporno reformo, s katero so začeli pisati od leve na desno (namesto od zgoraj navzdol) in močno poenostavili najbolj uporabljane znake. Posegli so tudi po številnih zapisih, ki so se že uporabljali pri rokopisu. Zgledi teh poenostavitev so 图 namesto 圖 (tu, zemljevid), 龙 namesto 龍 (long, zmaj) in 单 namesto 單 (dan, posameznik). Metode poenostavitve so bile na primer povezava pik v črte (馬 ma, konj, je postala 马), izpuščanje črt in/ali pik (爲 oz. 為 wei, početi, je postala 为) ali združevanje dveh ali treh tradicionalnih znakov v enega poenostavljenega  (復 in 複 fù sta bila združena v poenostavljen znak 复).
Hkrati s prenovljenimi poenostavljenimi znaki se še danes delno uporabljajo tudi stari tradicionalni znaki, in se z naraščajočo omilitvijo razmer čedalje bolj vračajo v kitajski vsakdanjik. Kljub temu današnji povprečno izobražen Kitajec ne more prebrati starih besedil, ki niso bila prevedena iz tradicionalne v poenostavljeno pisavo.
Na Tajvanu, v Hong Kongu in Makavu se je tradicija pisanja z daljšimi znaki ohranjala do dandanes in je razširjena tudi pri prekomorskih Kitajcih. Tako simbolni pomen znakov in radikalov ostaja razpoznaven. V rokopisih pa tradicionalno obstaja cela vrsta raznih hitropisov, ki delno ustrezajo poenostavitvam LR Kitajske.

## Kitajska pisava zunaj Kitajske
Kitajske pismenke so se, v okviru prenosa kulture, osvajanja in budističnega misijonarstva, skozi stoletja razširile tudi v Korejo, na Japonsko in v Vietnam.
V Koreji so sprva pisali le s kitajskimi znaki. Leta 1446 so vzporedno začeli vpeljevati na novo razvito fonemsko pisavo, imenovano hangul. V Južni Koreji se je v številnih natisnjenih delih še do danes ohranil mešani sistem s kitajskimi znaki (tam se imenuje handža) in hangulom, medtem ko so bili v Severni Koreji po reformi pisave kitajski znaki odpravljeni.
Na Japonskem, kjer danes uporabljajo poenostavljeno različico tradicionalne kitajske pisave s še manj radikali, so se kitajski znaki razvili v zlogovni pisavai hiragano in katakano.
Tudi v Vietnamu so po koncu francoske kolonizacije odpravili kitajsko pisavo; nadomestili so jo z latinico z različnimi diakritičnimi znamenji. Za podrobnosti glej: vietnamščina.

## Sistematika
Najstarejši leksikon kitajskih pismenk je slovar Shuowen Jiezi (说文解字/說文解字, tj. Pojasnilo preprostih in razlaga sestavljenih znakov) iz leta 121 n. št. Posamezne pismenke so tam razdeljene na sistem osnovnih znakov, tako imenovanih radikalov.
Razvrščanje pismenk po radikalih se je obdržalo do današnjih dni. Število radikalov, ki je v časih Shuowen jiezi zneslo 512, se je sicer zmanjševalo, tako da današnji najbolj uporabljan seznam tradicionalnih radikalov vsebuje 214 vrst znakov. To razdelitev je podprl predvsem Kandži zidian (康熙字典, slovar Kandži) iz leta 1716, ki vsebuje približno 49.000 znakov. Slovarji za poenostavljeno pisavo uporabljajo drugačen nabor radikalov, pogosto gre za 227 radikalov.
Za sistematsko razvrstitev kitajskih besed v telefonskih imenikih in splošnih enciklopedijah (za razliko od specializiranih leksikonov pisave) se danes uporablja predvsem transkripcija pinjin. (V korejskih in japonskih so besede urejene glede na njihov prepis v zlogovne abecede.)
Projekt Kanji-Database skuša združiti 70.000 znakov iz Unicode 3.1 z 90.000 znaki iz pisav Modžikjo.

## Posamezni znaki

### Delitev pismenk
Pismenke so bile na Kitajskem razdeljene v šest kategorij (六书/六書 liùshū):
1. 象形 (Xiàngxíng, slov. slikovni znaki) – piktogrami, ki so prikazovali pojem, ki so ga predstavljali (npr. 山 za goro).
2. 指事 (Zhǐshì, slov. nakazovanje dejanskosti) – simboli, ideogrami.
3. 会意/會意 (Huìyì, slov. združevanje pomenov) – znaki, sestavljeni iz dveh ali več znakov različnih pomenov tako, da predstavljajo pomensko nov sklop.
4. 形声/形聲 (Xíngshēng, slov. oblika in zven) – znaki, ki so sestavljeni iz po enega glasovnega in pomenskega znaka (fonogrami). Zgled je znak 媽 (mā, mati). Desna komponenta 馬 (mǎ, konj) nakazuje izgovarjavo, medtem ko leva komponenta 女 (nü, ženska) daje znaku pomen. Pomenska komponenta je pogosto radikal, po katerem so znaki urejeni v slovarjih.
5. 转注/轉注 (Zhuǎnzhù, slov. obračanje in zlitje) – sinonimi.
6. 假借 (Jiǎjiè, slov. pod napačnim imenom) – znaki, ki se uporabljajo zaradi enake izgovarjave, kot znaki s povsem drugim pomenom.

Približno 90 % vseh kitajskih znakov spada v četrto skupino, se pravi v skupino znakov, sestavljenih iz glasovnega in pomenskega znaka.

### Pomen posameznih pismenk
V svoji dolgi razvojni zgodovini je večina pismenk prevzela celo vrsto različnih pomenov. Dva primera:
傳 (chuán, zhuàn):
- dati ali poslati naprej (chuán)
- poučevati, vbijati v glavo (chuán)
- razširjati, raztezati se (chuán)
- prenašati, voditi, peljati (elektrika, toplota) (chuán)
- klicati, pozvati, povabiti (chuán)
- spremna beseda (zhuàn)

道 (dào):
- pot, cesta
- resnica, doktrina, nauk, načelo
- taoizem
- okrožje, politični del prefekture
- enota štetja, npr. 一道光 (yī dào guāng, slov. en svetlobni žarek)
- voditi, peljati
- govoriti, reči, besede
- čista fonetska raba (npr. pri prepisu imena nemškega mesta Landau kot Lang-dao)

To pri branju in prevajanju starih besedil predstavlja eno največjih težav. Ker je v kitajščini na voljo zelo veliko homofonov, znaki v številnih primerih pomen nakazujejo le povsem fonetsko. Starodavno besedilo v klasičnem rokopisu je zgolj na podlagi fonetskega napotka praktično nemogoče razumeti; slog pisanja se močno razlikuje od takrat govorjenega jezika.

### Besede
Kitajske besede večinoma sestojijo iz več znakov. Prvotno so v klasični starodavni kitajščini, predvsem v knjižnem jeziku, večino besed sestavljali en ali dva znaka. Z uvedbo kitajske republike v 20. stoletju so se besede začele še bolj daljšati.

### Število pismenk
Povprečni kitajski slovar našteva kakšnih 10.000 znakov, do zdaj najobsežnejši slovar Zhōnghuá zìhǎi 中华字海 iz leta 1994 našteva okoli 87.000 različnih pismenk in njihovih različic. Večina teh pismenk se pojavlja le v stari literaturi, za določitev zemljepisnih pojmov ali v narečjih. Primer: znak 浬 li, navtična milja, je stavljen kot 里 li, milja, ali kot 海里 haili, morska milja. Mnogi znaki se pojavljajo le v določenem kontekstu. Znak 崁 kan se npr. pojavlja le za zapis imena utrdbe Čikanlou 赤崁樓 v Tainanu na Tajvanu.
Povprečno izobraženi Kitajci bi morali poznati okoli 3000 pismenk (šolani nekaj več), toliko naj bi jih zadostovalo tudi za spremljanje časopisja. Univerzitetni profesorji pogosto poznajo okoli 8000 pismenk. Ljudje, ki poznajo manj kot 1500 (na podeželju) ali 2000 pismenk (v mestih), veljajo na Kitajskem za analfabete. V japonščini in še posebej v korejščini se vse te vrednosti občutno skrčijo, saj se tam večina redkeje uporabljanih besed zapisuje z zlogovno pisavo.

### Pripomočki za pisanje
Kitajci za kaligrafsko pisanje na papir in svilo uporabljajo čopič ter črn in rdeč tuš. Pisanje na svilo je znano že od 14. stoletja. Tradicionalni »štirje zakladi učenjaških sob« so bili čopič, tuš, kamen za drgnjenje in papir.
V sodobnem vsakdanjiku navadno pišejo z zahodnimi pisali; med poukom pisanja v tajvanskih osnovnih šolah učenci uporabljajo svinčnik in posebne karirane zvezke.
V podjetjih danes kitajske znake najpogosteje pišejo z računalnikom s sodobnimi urejevalniki besedil, ki podpirajo različne sisteme vnosa znakov. Na internetu je možno dobiti preproste programe, ki latinico (pinjin) sproti samodejno pretvarjajo v kitajske zanke, npr.: Chinese Input Method Editor.

### Stavljenje
Pri stavljenju kitajskih besedil postavijo vse znake, vključno z ločili, v enako velike namišljene škatlice, približno kvadratne oblike. Potemtakem ni nobenih različno širokih znakov, kot sta npr. latinski črki m in i. Da je moč še vedno prepoznati podrobnosti tudi najbolj zapletenih znakov, z 20 ali več črtami, ne smejo izbrati premajhne tipografije. Nekateri redki znaki imajo ob sebi ali nad sabo pogosto tudi majcen zapis izgovorjava (bopomofo v LR Kitajski pred reformo leta 1956 in današnjem Tajvanu do dandanes, ali furigana na Japonskem).
V kitajski pisavi presledkov med besedami običajno ne pišejo. Zato v jezikih, ki uporabljajo to pisavo, ni jasne opredelitve pojma »beseda«. Pogosto celo naravni govorci jezika niso enotni ali je določen element stavka npr. obrazilo ali samostojna beseda.
Besedilo prelomijo na poljubnem mestu, brž ko je vrstica polna; pravil za prelom ni. Preloma ni zgolj neposredno pred ločilom, v tem primeru se znak »prenese« v naslednjo vrsto.

### Smer pisanja
Kitajsko pisavo so v predsodobnem času navadno pisali navpično od zgoraj navzdol, iz tega izvirajoče stolpce pa so uredili od desne proti levi.
Od reforme pisave se v LR Kitajski v knjigah zgledujejo po evropskih knjigah in pišejo znake v vrstah od leve proti desni, z vrstami pisanimi od zgoraj navzdol.
Na Tajvanu se leposlovna dela še vedno berejo od zgoraj navzdol. Za časopise in revije, kot tudi za strokovne knjige in učbenike pa to drži le pogojno. V oglasih, in še pogosteje v reklamah, se, kadar se pojavi zahodno ime (navadno ime blagovne znamke), uporablja zapis od leve proti desni. Pri kaligrafiji in pesmih se skoraj izključno uporablja edino zapis od zgoraj navzdol.
Na Japonskem najdemo obe različici, pri čemer so leposlovna besedila pogosteje pisana v stolpcih, strokovna pa pogosteje v vrsticah. V časopisih uporabljajo mešanico obeh različic, s čimer lahko dosežejo očem prijetno postavitev strani brez ekstremno kratkih vrstic (in/ali stolpcev).
Knjige, tiskane od zgoraj navzdol, torej tiste s Tajvana in večina japonskih, se po evropskih merilih odpirajo na »napačni« strani, torej »zadaj«. Če pogledamo naslovnico, je hrbet torej desno, in ne levo, kot v Evropi. Knjige, kjer je besedilo urejeno od leve proti desni, imajo naslovnico na strani, ki smo jo Evropejci navajeni in jih tudi beremo in odpiramo kot evropske knjige.
Napisi na portalih in vrati so v LR Kitajski pogosteje pisani od desne proti levi. Na Japonskem so tovrstni napisi pisani od leve proti desni, z izjemo templjev in oltarjev, kjer so tradicionalno pisani skoraj izključno od desne proti levi. Na Tajvanu tečejo napisi na tempeljskih vratih in oltarjih od desne proti levi.

### Interpunkcija
Interpunkcija (标点/標點 biāodiǎn) v današnji obliki je bila uvedena zlagoma v 20. stoletju in sicer zaradi stika z Zahodom. Sicer so že v zgodnjih kostnih zapisih razpoznavne tudi spraskane črte, ki so verjetno služile za razločitev semantičnih enot. V starodavnih kitajskih besedilih postavljanje ločil ni bilo v navadi, bralci so lahko premore (读/讀 dòu) sami dopisali v besedilo. V ta namen so uporabljali navadno majhen krožec " 。" (圈 quān) ali piko (点/點 diǎn). Postopek zapisovanja ločil v besedilo se od časov dinastije Han imenuje 句读/句讀 (jùdòu, tj. stavčni premor). Velike učenjake je bilo moč prepoznati po njihovih osebnih načinih interpunkcije. Še danes je npr. v tajvanskih knjigarnah moč najti izdaje klasikov, ki uporabljajo interpunkcijo znanih učenjakov.
Od septembra 1951 je interpunkcija v LR Kitajski uradno predpisana. Od leta 1990 obstaja 16 ločil, ki ustrezajo podobnim ločilom na Zahodu in se uporabljajo podobno. Posebna sta znak za konec stavka " 。" (句号/句號 jùhào, glej »krožec«, zgoraj) in naštevalne »ležeča« vejica "  、"(顿号/頓號 dùnhào).